# コウホソナガクビガメ
コウホソナガクビガメ（Chelodina oblonga）は、爬虫綱カメ目ヘビクビガメ科ナガクビガメ属（コウホソナガクビガメ属に分類する説もあり）に分類されるカメ。

## 分布
オーストラリア（西オーストラリア州南部）固有種
模式標本の産地（模式産地）はオーストラリア西部。

## 形態
最大甲長31センチメートル（最大甲長40センチメートルとする文献もあり）とナガクビガメ属最大種。背甲は上から見ると細長い卵型。種小名oblongaは「細長い」の意。椎甲板は横幅よりも縦幅の方が大きい。
頸部は太長く、甲長の75%以上。ナガクビガメ属内（オオナガクビガメ属を含めて）でも甲長に対して最も頸部が長い。
幼体の背甲は上から見ると卵型。

## 分類
本種は外観からナガクビガメ属のB群（オオナガクビガメ属として分割する説が有力）とされていた。たんぱく質やDNAに基づく分子系統学的解析からナガクビガメ属B群よりもA群（狭義のナガクビガメ属）に近縁と推定されている。ナガクビガメ属中でも特殊化した種と考えられているが、一方で椎骨板があること（オオナガクビガメ属には椎骨板がない）、分子系統学的解析からA群B群のどちらにも属さないC群、もしくはコウホソナガクビガメ属Macrodiremysとして分割する説もある。
本種に対応した学名C. oblongaの模式標本は、近年の調査でチリメンナガクビガメだったということが判明しているそのため国際動物命名規約に基づくと、本種の学名はシノニムとされていたC. collieiに変更される。一方で混乱を避けるために模式標本の再指定を行う訴えや、C. oblongaの学名を使用できないようにし本種の学名のみC. collieiに変更する訴えがIUZNに対して行われる可能性もある。

## 生態
小型河川や沼などに生息する。
繁殖形態は卵生。9-翌1月に1回に25-40個の卵を2-3回に分けて産む。卵は200-230日で孵化する。オスは甲長14センチメートル、メスは甲長21センチメートルで性成熟する。

## 人間との関係
ペットとして飼育されることもあり、日本にも輸入されている。オーストラリアからの野生動物の輸出は禁止されているため、ヨーロッパなどから飼育下繁殖個体がまれに流通する。